# Городец (Рязанская область)
Городец — село в Спасском районе Рязанской области, входит в состав Михальского сельского поселения.

## География
Село расположено на берегу реки Кишня в 5 км на юго-восток от центра поселения села Михали и в 10 км на северо-восток от райцентра города Спасск-Рязанский.

## История
Городец в качестве села с церковью «великого чудотворца Николая» упоминается в окладных книгах 1676 г. Со времени устройства в селе Городце другой церкви – Богородицерождественской, Никольская церковь, отстоящая от села в 1 версте, переименована была в кладбищенскую, без отдельного причта. В 1801 г. благочинный донес епархиальному начальству, что «в Николаевской церкви, состоящей при большой Касимовской дороге, для погребения мертвых тел, по древности ее, службу совершать невозможно», вследствие чего в Никольской церкви велено священнослужение воспретить и саму церковь запечатать. В том же году вотчинником села Городца от армии бригадиром Дмитрием Владимировичем Елагиным испрошено было дозволение на исправление ветхостей в Никольской церкви. В то же время благочинному предписывалось, по возобновлении в Никольской церкви алтарных ветхостей, осмотреть ее и если окажется возможным, то разрешить в ней и богослужение. В 1776 году в селе Городце построена была новая деревянная Богородицерождественская церковь. 
В XIX — начале XX века село входило в состав Киструсской волости Спасского уезда Рязанской губернии. В 1906 году в деревне было 60 дворов.
С 1929 года село являлось центром Городецкого сельсовета Спасского района Рязанского округа Московской области, с 1937 года — в составе Рязанской области, с 1957 года — в составе Желобово-Слободского сельсовета, с 2005 года — в составе Михальского сельского поселения.

## Население
| 1859 | 1906 | 2010 |
| ---- | ---- | ---- |
| 314  | ↗511 | ↘41  |

## Достопримечательности
В селе находится Часовня Рождества Пресвятой Богородицы (2014).